# Stereophonics
Stereophonics – walijski zespół rockowy założony w 1992 roku.

## Historia
Zespół rozpoczął swoją działalność w 1992 roku pod nazwą „Tragic Love Company”. W tamtym okresie zespół występował w klubach i grał głównie covery innych wykonawców. Później członkowie zespołu zmienili nazwę na „Stereophonics”.
Przełom w historii zespołu nastąpił w 1996 roku, kiedy to zespół podpisał kontrakt z nowo powstałą wytwórnią płytową V2 Records. W 2003 roku perkusista Stuart Cable został wyrzucony z zespołu przez Kelly’ego Jonesa z powodu braku zaangażowania. Nowym perkusistą Stereophonics został Javier Weyler.
Mając na koncie ponad 9 milionów sprzedanych płyt na świecie, Stereophonics jest jednym z najbardziej popularnych zespołów sceny walijskiej. Po wydaniu Pull the pin, stali się jednym z ośmiu zespołów w historii, którym udało się osiągnąć na brytyjskiej liście przebojów 5 kolejnych numerów 1 (po The Beatles, Led Zeppelin, ABBA, Genesis, Oasis, Blur i U2).
Na początku października 2012 roku zespół zaprezentował teledysk do singla Violins And Tambourines, który promował ósmą płytę walijskiego zespołu.

## Skład
- Kelly Jones – wokal, gitara, instrumenty klawiszowe
- Richard Jones – gitara basowa, wokal wspierający
- Adam Zindani – gitara, wokal wspierający (od 2007)
- Jamie Morrison – perkusja (od 2013)

- Stuart Cable (zmarły)[3] – perkusja (1992-2003)[4]
- Javier Weyler – perkusja (2004-2013)[5]

## Muzycy koncertowi
- Tony Kirkham – instrumenty klawiszowe (od 1999)
- Scott James – gitara, wokal wspierający (2001–2004)
- Mark Party – gitara (2005−2006)
- Aileen McLaughlin – wokal wspierający (2002–2003)
- Anna Ross – wokal wspierający (2002–2003)
- Steve Gorman – perkusja (2003–2004)[6]
- Sam Yapp – perkusja (2012)

## Dyskografia

### Albumy
- Word Gets Around (1997)
- Performance and Cocktails (1999)
- Just Enough Education to Perform (2001)
- You Gotta Go There to Come Back (2003)
- Language. Sex. Violence. Other? (2005)
- Live from Dakota (2006) (Live)
- Pull the Pin (2007)
- Decade in the Sun (2008)
- Keep Calm and Carry On (2009)
- Graffiti on the Train (2013)
- Keep the Village Alive (2015)
- Scream Above The Sounds (2017)
- Kind (2019)
- Oochya! (2022)

### DVD
- Live at Cardiff Castle (1998)
- Live at Morfa Stadium (1999)
- Call Us What You Want But Don't Call Us in the Morning (2000)
- A Day at the Races (2001)
- Language. Sex. Violence. Other? (2005)
- Rewind (2007)
- Decade in The Sun (2008)